# Donald Harron
Pour les articles homonymes, voir Harron.
Donald Harron, né le 19 septembre 1924 à Toronto (Canada) et mort le 17 janvier 2015 dans la même ville, est un acteur, scénariste et réalisateur canadien, notamment connu aux USA et au Canada pour avoir interprété pendant 23 ans, le personnage de Charlie Farquharson, dans Hee Haw, de 1969 à 1992. Un personnage qu'il avait déjà commencé à interpréter dès 1952 dans la série The Big Revue. 

## Biographie
Les parents de Donald Harron possédaient une entreprise dans le secteur du nettoyage. La Grande Dépression met à mal les finances familiales, et dès l'âge de 10 ans le jeune Donald monte sur scène, pour des sketchs humoristiques, lors de congrès d'entreprises notamment. Il est repéré pour ses bonnes prestations, et en 1935, la Commission canadienne de radiodiffusion lui propose d'auditionner pour la série radio Lonesome Trail. Il remporte ce casting. 
Donald Harron a été nommé ambassadeur de bonne volonté pour l'Unicef. En 2007, il reçoit le prix Gemini pour l'ensemble de sa carrière. 
Il a été marié quatre fois, à Gloria Fisher, Virginia Leith, Catherine McKinnon et Claudette Gareau. 
Il meurt le 17 janvier 2015 des suites d'un cancer de l’œsophage, à l'âge de 90 ans à Toronto.

## Filmographie

### comme acteur

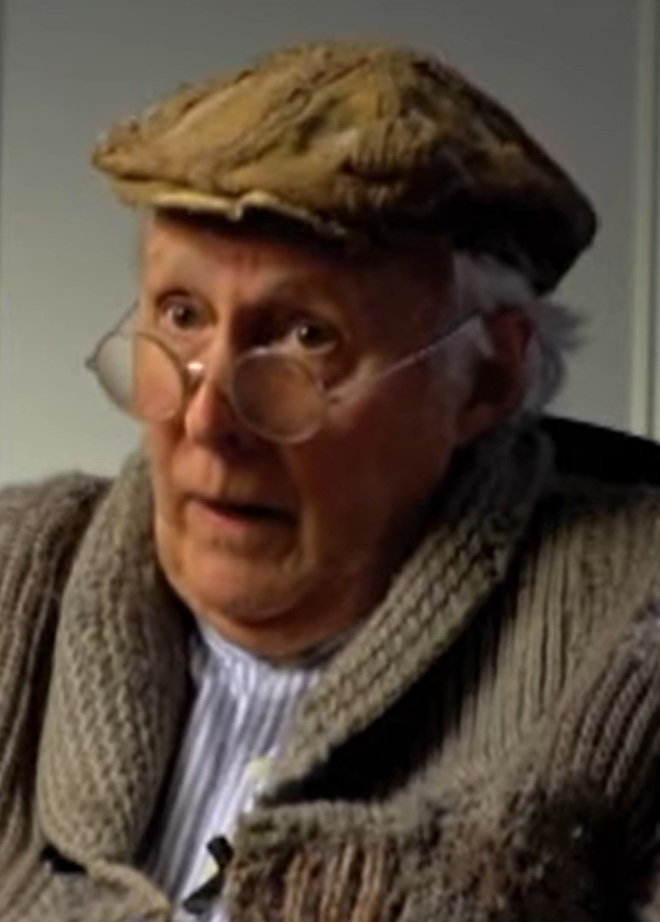
Harron dans le rôle de Charlie Farquharson en 2007

- 1952 : Le Mur du son de David Lean : l'officier ATA
- 1952 : The Big Revue (série télévisée) : Co-host / Charlie Farquharson
- 1959 : The Best of Everything : Sidney Carter
- 1959 : Crime of Passion (TV) : Hugo
- 1962 : Cyrano de Bergerac (TV) : Christian de Neuvillette
- 1966 : OSS contre Gestapo (en) (I Deal in Danger) : Spauling
- 1967 : One Hundred Years Young (TV) : Charlie Farquharson
- 1967 : Mosby's Marauders : le général Edwin H. Stoughton
- 1967 : Mission Impossible (série télévisée) : Ernst Graff
- 1969-1992 : Hee Haw (série télévisée) : Charlie Farquharson
- 1971 : Play for Today (TV) : Reddick
- 1971 : L'Hôpital d'Arthur Hiller : le Dr Milton Mead
- 1974 : And That's the News, Goodnight (série télévisée) : Charlie Farquharson / Valerie Rosedale / autres
- 1975 : The Human Collision
- 1979 : Riel (série télévisée) : Donald Smith
- 1983 : The Don Harron Show (série télévisée) : Host
- 1984 : Peep (TV) : le professeur Powell
- 1987 : Really Weird Tales (TV) : Wade Jeffries ('All's Well that Ends Strange')

### comme scénariste
- 1956 : Anne of Green Gables (en) (TV)
- 1974 : Snow Job (en)

### comme réalisateur
- 1956 : Anne of Green Gables (en) (TV)